# Dominique Dropsy
Dominique Dropsy (Leuze, 9 dicembre 1951 – Blanquefort, 7 ottobre 2015) è stato un calciatore francese, di ruolo portiere.

## Biografia
Cresciuto nella squadra di Hirson, Dropsy fu acquistato nel 1971 dal Valenciennes, squadra in cui esordì due anni dopo, il 9 agosto 1972, in una partita contro il Nîmes. Guadagnata la maglia da titolare, Dropsy fu acquistato alla fine della stagione dallo Strasburgo, dove inizialmente fu schierato come secondo portiere dietro ad André Rey per poi prenderne il posto l'anno successivo, quando Rey fu messo sul mercato.
Guadagnato il posto da titolare, Dropsy si mise in evidenza soprattutto nel corso della stagione 1977-78, alla fine della quale fu convocato nella rosa della nazionale francese che avrebbe partecipato ai Mondiali del 1978. Fu proprio durante la manifestazione mondiale che Dropsy fece il suo esordio in nazionale, sostituendo nel ruolo di primo portiere Jean-Paul Bertrand-Demanes, infortunatosi. A questa presenza ne seguirono altre sedici (in cui disputò tutte le gare di qualificazione per gli Europei del 1980 ed alcune partite delle qualificazioni dei Mondiali del 1982), fino al 1981, quando gli venne preferito Jean-Luc Ettori.
Nel 1984, dopo undici anni di militanza nello Strasburgo (in cui vinse un campionato nel 1979), Dropsy lasciò l'Alsazia per trasferirsi al Bordeaux allora campione di Francia in carica. Nel suo primo anno a Bordeaux Dropsy sfiorò il double vincendo il campionato e venendo eliminato in semifinale di Coppa dei Campioni dalla Juventus. La conquista del double avvenne tuttavia nel campionato 1986-87 (già vinta l'anno precedente), in cui il Bordeaux vinse sia il campionato, sia la Coppa di Francia (già vinta l'anno precedente), ultimi trofei nel palmarès di Dropsy. Nel 1989 (dopo aver contribuito l'anno precedente al raggiungimento dei quarti di finale di Coppa dei Campioni dove fu poi eliminato dal PSV), Dropsy batté il record di presenze in Division 1 totalizzandone 596 (tale record sarà poi superato da Jean-Luc Ettori nel 1994).
Nel 1990 Dropsy si ritirò dal calcio giocato rimanendo però nel Bordeaux come allenatore dei portieri, incarico che detenne fino alla morte, avvenuta per leucemia nel 2015 all'età di 63 anni. Al momento della sua scomparsa, suo figlio Damien era presente nella rosa del Bordeaux come quarto portiere.

## Statistiche

### Cronologia presenze in nazionale
| Cronologia completa delle presenze e delle reti in nazionale ― Francia | Cronologia completa delle presenze e delle reti in nazionale ― Francia | Cronologia completa delle presenze e delle reti in nazionale ― Francia | Cronologia completa delle presenze e delle reti in nazionale ― Francia | Cronologia completa delle presenze e delle reti in nazionale ― Francia | Cronologia completa delle presenze e delle reti in nazionale ― Francia | Cronologia completa delle presenze e delle reti in nazionale ― Francia | Cronologia completa delle presenze e delle reti in nazionale ― Francia |
| Data                                                                   | Città                                                                  | In casa                                                                | Risultato                                                              | Ospiti                                                                 | Competizione                                                           | Reti                                                                   | Note                                                                   |
| ---------------------------------------------------------------------- | ---------------------------------------------------------------------- | ---------------------------------------------------------------------- | ---------------------------------------------------------------------- | ---------------------------------------------------------------------- | ---------------------------------------------------------------------- | ---------------------------------------------------------------------- | ---------------------------------------------------------------------- |
| 10-6-1978                                                              | Mar del Plata                                                          | Ungheria                                                               | 1 – 3                                                                  | Francia                                                                | Mondiali 1978 - 1º turno                                               | -                                                                      |                                                                        |
| 7-10-1978                                                              | Lussemburgo                                                            | Lussemburgo                                                            | 1 – 3                                                                  | Francia                                                                | Qual. Euro 1980                                                        | -                                                                      |                                                                        |
| 8-11-1978                                                              | Parigi                                                                 | Francia                                                                | 1 – 0                                                                  | Spagna                                                                 | Amichevole                                                             | -                                                                      |                                                                        |
| 25-2-1979                                                              | Parigi                                                                 | Francia                                                                | 3 – 0                                                                  | Lussemburgo                                                            | Qual. Euro 1980                                                        | -                                                                      |                                                                        |
| 4-4-1979                                                               | Bratislava                                                             | Cecoslovacchia                                                         | 2 – 0                                                                  | Francia                                                                | Qual. Euro 1980                                                        | -                                                                      |                                                                        |
| 2-5-1979                                                               | East Rutherford                                                        | Stati Uniti                                                            | 0 – 6                                                                  | Francia                                                                | Amichevole                                                             | -                                                                      |                                                                        |
| 5-9-1979                                                               | Solna                                                                  | Svezia                                                                 | 1 – 3                                                                  | Francia                                                                | Qual. Euro 1980                                                        | -                                                                      |                                                                        |
| 10-10-1979                                                             | Parigi                                                                 | Francia                                                                | 3 – 0                                                                  | Stati Uniti                                                            | Amichevole                                                             | -                                                                      |                                                                        |
| 17-11-1979                                                             | Parigi                                                                 | Francia                                                                | 2 – 1                                                                  | Cecoslovacchia                                                         | Qual. Euro 1980                                                        | -                                                                      |                                                                        |
| 27-2-1980                                                              | Parigi                                                                 | Francia                                                                | 5 – 1                                                                  | Grecia                                                                 | Amichevole                                                             | -                                                                      |                                                                        |
| 26-3-1980                                                              | Parigi                                                                 | Francia                                                                | 0 – 0                                                                  | Paesi Bassi                                                            | Amichevole                                                             | -                                                                      |                                                                        |
| 11-10-1980                                                             | Limassol                                                               | Cipro                                                                  | 0 – 7                                                                  | Francia                                                                | Qual. Mondiali 1982                                                    | -                                                                      |                                                                        |
| 28-10-1980                                                             | Parigi                                                                 | Francia                                                                | 2 – 0                                                                  | Irlanda                                                                | Qual. Mondiali 1982                                                    | -                                                                      |                                                                        |
| 19-11-1980                                                             | Hannover                                                               | Germania                                                               | 4 – 1                                                                  | Francia                                                                | Amichevole                                                             | -                                                                      |                                                                        |
| 25-3-1981                                                              | Rotterdam                                                              | Paesi Bassi                                                            | 1 – 0                                                                  | Francia                                                                | Qual. Mondiali 1982                                                    | -                                                                      |                                                                        |
| 29-4-1981                                                              | Parigi                                                                 | Francia                                                                | 3 – 2                                                                  | Belgio                                                                 | Qual. Mondiali 1982                                                    | -                                                                      |                                                                        |
| 15-5-1981                                                              | Parigi                                                                 | Francia                                                                | 1 – 3                                                                  | Brasile                                                                | Amichevole                                                             | -                                                                      | 46’                                                                    |
| Totale                                                                 |                                                                        | Presenze                                                               | 17                                                                     |                                                                        | Reti                                                                   | -16                                                                    |                                                                        |

## Palmarès
- Campionato francese: 3

Strasburgo: 1978-1979
Bordeaux: 1984-1985, 1986-1987
- Campionato francese di seconda divisione: 1

Strasburgo: 1976-1977
- Coppa di Francia: 2

Bordeaux: 1985-1986, 1986-1987
- Supercoppa francese: 1

Bordeaux: 1986